# Diêu Văn Nguyên
Diêu Văn Nguyên (tiếng Trung: 姚文元; bính âm: Yáo Wényuán) (12 tháng 1 năm 1931 – 23 tháng 12 năm 2005) (tiếng Trung: 姚文元) là một nhà phê bình văn học và là một nhà chính trị, đảng viên Đảng Cộng sản Trung Quốc. Ông là một thành viên trong nhóm Tứ nhân bang trong thời kỳ Cách mạng văn hóa ở Cộng hòa Nhân dân Trung Hoa (1966-1976).

## Tiểu sử
Diêu Văn Nguyên sinh ra ở Chư Kỵ, Chiết Giang, với một gia đình trí thức. Cha của ông, Yao Pengzi (姚 蓬 子) là một nhà văn, biên dịch viên và nhà phê bình nghệ thuật. [1]
Ông bắt đầu nghề phê bình văn học của mình tại Thượng Hải và đã chỉ trích đồng nghiệp một cách quyết liệt như tháng 6 năm 1957, ông đã chỉ trích phê bình Văn Hối báo. Kể từ thời điểm đó, ông bắt đầu cộng tác chặt chẽ với các nhà chính trị cánh tả Thượng Hải, bao gồm Trưởng ban Tuyên huấn Trương Xuân Kiều. Bài báo của ông Hải Thụy bãi quan'" (tiếng Trung: 海瑞罷官; pinyin: Hăi Ruì bà guān), được xuất bản trên nhật báo Văn Hối báo ngày 10 tháng 11 năm 1965 là một trong những bài báo khởi đầu của Cách mạng văn hóa. Diêu Văn Nguyên sớm được thăng chức lên Nhóm Cách mạng Văn hóa.
Vào tháng 4 năm 1969, ông gia nhập Bộ Chính trị của Uỷ ban Trung ương Đảng Cộng sản Trung Quốc, làm công tác tuyên truyền.
Tháng 10 năm 1976, ông bị bắt vì đã tham gia Cách mạng Văn hóa và bị kết án 20 năm tù. Ông được thả ra vào ngày 23 tháng 10 năm 1996, và dành phần còn lại của cuộc đời mình viết sách và nghiên cứu lịch sử Trung Quốc. Ông sống ở quê nhà Thượng Hải và trở thành thành viên còn sống sót cuối cùng của Tứ nhân bang sau khi Trương Xuân Kiều qua đời vào tháng 4 năm 2005. Theo tin tức chính thức của Tân Hoa Xã, ông qua đời vào ngày 23 tháng 12 năm 2005, ở tuổi 74.